# تنه درشت‌نئی‌نازک‌نئی
تنه درشت‌نئی‌نازک‌نئی یا تنه تیبیوپرونئال یا تنه تیبیوفیبولار (به انگلیسی: tibioperoneal trunk) یا (به انگلیسی: tibiofibular trunk) ادامه سرخرگ پشت‌زانویی (پوپلیتئال) پس از جدا شدن شاخه سرخرگ درشت‌نی قدامی در ناحیه فوقانی، پشتی ساق پا می‌باشد.
این شریان به دو شاخه سرخرگ درشت‌نی خلفی و سرخرگ نازک‌نی منتهی می‌شود.